# Johnny Bench
Johnny Lee Bench,(Oklahoma City, 7 de diciembre de 1947) es un beisbolista retirado estadounidense considerado entre los mejores receptores de la historia de las Grandes Ligas. Jugó toda su carrera profesional para los Cincinnati Reds con los que ganó 2 Series Mundiales (1975, 1976 ), 10 Guantes de oro y 2 distinciones como Jugador más valioso (1970, 1972).

## Carrera profesional
Bench era un jugador de béisbol estrella para el equipo de Binger High School, en la pequeña ciudad de Oklahoma City. Su padre le aconsejó que la ruta más rápida a las Grandes Ligas era siendo un receptor. Fue la segunda selección del Draft de 1965 y fue llamado en agosto de 1967 al equipo grande, donde solo bateó .163 de average, pero muchos quedaron impresionados por sus proezas defensivas y su fuerte brazo al tirar la pelota. Entre los que impresionó durante su primera temporada de las Grandes Ligas, fue el Salón de la Fama Ted Williams, que firmó una pelota para él que decía: "Un Salón de la Fama con seguridad!".
Además de ser un destacado receptor, Bench también era un gran bateador. En 1970, su mejor temporada en estadísticas, Bench bateó .293 de avg. con 45 cuadrangulares y 148 carreras impulsadas. Bench tuvo .267 de abg. con 389 cuadrangulares y 1376 carreras impulsadas durante sus 17 años de carrera en las Grandes Ligas, jugando todos con los Cincinnati Reds. Fue superado en jonrones para un cácher con 389 por el exjugador de Los Angeles Dodgers y New York Mets Mike Piazza, también Salón de la Fama. 
Ganó en 1968 el premio Novato del Año al batear .275 de avg. con 15 cuadrangulares y 82 carreras impulsadas. En su carrera, Bench ganó 10 Guantes de Oro. Jugador Más Valioso en 1970 y 1972 y fue elegido 12 veces al Juego de las estrellas para la Liga Nacional. 
En 1975 se llevó el anillo de serie mundial frente a los Red Sox en siete juegos, en la que se considera como una de los mejores clásicos de otoño de la historia ; Bench colaboró con cuatro carreras empujadas en total. El siguiente año Cincinnati repitió el título esta vez barriendo a los Yankees de New York en cuatro juegos. El desempeño de Johnny fue ahora determinante con un .533 de promedio de bateo (8-15), con seis carreras empujadas y reconocido como el más valioso de la serie; con Tony Pérez formaron un dúo temible al bate. Durante la temporada, sin embargo, tuvo uno de sus peores desempeños con un pobre .234 de average de bateo.
Ya en 1981 su posición de cácher le pasó factura en su físico, por lo que jugó más veces en la primera base; apenas estuvo presente en 52 juegos, pues en mayo se lesionó en uno de sus tobillos perdiendo alrededor de dos meses. Sus siguientes dos últimas temporadas estuvo la mayoría de veces en tercera base y solo seis atrás del plato.

## Salón de la Fama
Bench fue elegido al Salón de la Fama en Cooperstown, Nueva York en 1989, con un total de 96% de los votos - la tercera más alta en el momento. 
También forma parte del Salón de la Fama de los Cincinnati Reds en 1989 y su N.º 5 se retiró en el equipo. 
En 1999, ocupó el N.º 16 de la lista de Sporting News' de los 100 jugadores más grandes del béisbol, la de más alto rango para un receptor, y fue elegido miembro de la Major League Baseball All-Century Team. 
A partir del 2000 en la temporada universitaria de béisbol, el mejor receptor universitario recibe anualmente el Premio de Johnny Bench.